# Casasia samuelssonii
Casasia samuelssonii là một loài thực vật có hoa trong họ Thiến thảo. Loài này được Urb. & Ekman mô tả khoa học đầu tiên năm 1932.